# ۱۷۷۶ (فیلم)
«۱۷۷۶» (انگلیسی: 1776) فیلمی در ژانر کمدی-درام و موزیکال است که در سال ۱۹۷۲ منتشر شد. از بازیگران آن می‌توان به ویلیام دنیلز، هوارد داسیلوا، و کن هاوارد اشاره کرد.